# Villa Romana da Courela das Bicadas
A Villa Romana da Courela das Bicadas é um sítio arqueológico nas imediações na aldeia de Almeirim, no Município de Castro Verde, na região do Baixo Alentejo, em Portugal.

## Descrição e história
A Courela das Bicadas é uma área de grandes dimensões, com cerca de 8500 Ha, situada a Este da aldeia de Almeirim, numa zona muito parcelada, conhecida localmente como Courelas dos Montinhos, enquanto que o termo de Bicadas refere-se principalmente a um monte e aos terrenos associados. Devido à inexistência de vestígios no local apontado tradicionalmente para a Villa Romana de Almeirim, a Noroeste daquela aldeia, é possível que ambos os registos apontem para o sítio arqueológico da Courela das Bicadas.
Os primeiros vestígios antigos no local foram descobertos nos anos 60, com a introdução de máquinas agrícolas, tendo os próprios proprietários feito as primeiras escavações, encontrando uma estrutura que foi descrita como tendo uma planta em forma de meia-lua, e que foi novamente encoberta. Estas ruínas em forma de meia-lua poderão corresponder à abside de uma pequena basílica paleocristã. Os proprietários também terão encontrado um pavimento com ladrilhos, dos quais preservaram alguns fragmentos. Durante os trabalhos arqueológicos no local foi encontrada uma grande quantidade de vestígios, correspondente a vários períodos históricos, desde o período romano até ao domínio islâmico, incluindo cacos de cerâmica como bordos, fundos e asas, com decoração incisa, moldada e mamilada, terra sigillata e peças de cerâmica vidrada, típica da época muçulmana, e muitos restos de cerâmica de construção, como tégulas, imbrices e lateres, escória de processamento de ferro, pedras soltas, e opus signinum. Entre as peças mais importantes estão uma pia de grandes dimensões, com um elemento em pedra na parte de baixo, que foram descobertos no local e transladados para perto de um poço. Esta pia, fabricada totalmente em mármore de Trigaches, tem cerca de 1,3 m de comprimento por 0,85 m de altura, e poderá ter sido originalmente um sarcófago do período paleocristão, que depois foi reaproveitado. Uma outra peça de grande interesse e que terá tido origem no local é parte de uma imposta paleocristã decorada, igualmente em mármore de Trigaches, que foi descoberta em Montes Novos.